# Metopia
Metopia är ett släkte av tvåvingar. Metopia ingår i familjen köttflugor.

## Dottertaxa tillMetopia, i alfabetisk ordning[1][2]
- Metopia albifrons
- Metopia argentata
- Metopia argyrocephala
- Metopia aurigans
- Metopia auripulvera
- Metopia benoiti
- Metopia biseriata
- Metopia brasiliana
- Metopia brincki
- Metopia campestris
- Metopia convexinevris
- Metopia crassarista
- Metopia cubitosetigera
- Metopia deficiens
- Metopia fastuosa
- Metopia flava
- Metopia frontalis
- Metopia grandii
- Metopia grisea
- Metopia hispidimana
- Metopia inermis
- Metopia italiana
- Metopia juquiana
- Metopia krombeini
- Metopia labiata
- Metopia lateralis
- Metopia lateropili
- Metopia lucipeda
- Metopia malgache
- Metopia monunguis
- Metopia natalensis
- Metopia nudibasis
- Metopia opaca
- Metopia palliceps
- Metopia pauciseta
- Metopia perpendicularis
- Metopia pilosarista
- Metopia polita
- Metopia pollenia
- Metopia pulverulenta
- Metopia rubricornis
- Metopia sauteri
- Metopia sinensis
- Metopia sinipalpis
- Metopia sinuata
- Metopia staegerii
- Metopia suifenhoensis
- Metopia togashii
- Metopia tshernovae
- Metopia yunnanica
- Metopia zenigoi